# Mount Daly
Mount Daly är ett berg i Kanada.   Det ligger på gränsen mellan Alberta och British Columbia, i den västra delen av landet, 3 000 km väster om huvudstaden Ottawa. Toppen på Mount Daly är 3 148 meter över havet, eller 432 meter över den omgivande terrängen. Bredden vid basen är 3,0 km.
Terrängen runt Mount Daly är huvudsakligen bergig, men den allra närmaste omgivningen är kuperad.Trakten runt Mount Daly är nära nog obefolkad, med mindre än två invånare per kvadratkilometer.. Närmaste större samhälle är Lake Louise, 18,4 km sydost om Mount Daly. 
Trakten runt Mount Daly består i huvudsak av gräsmarker.